# Kitzbühelské Alpy

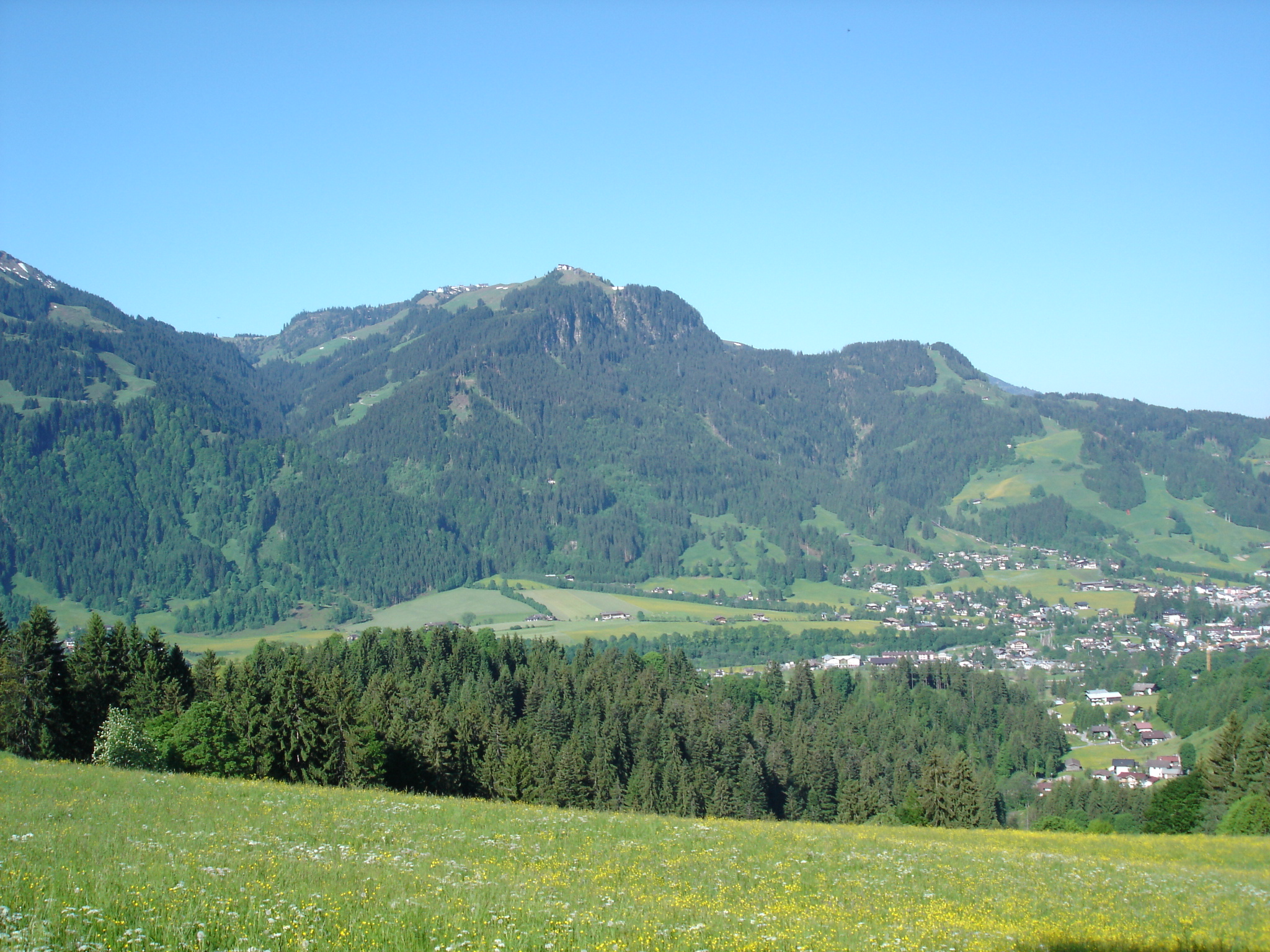
vrchol Hahnenkamm

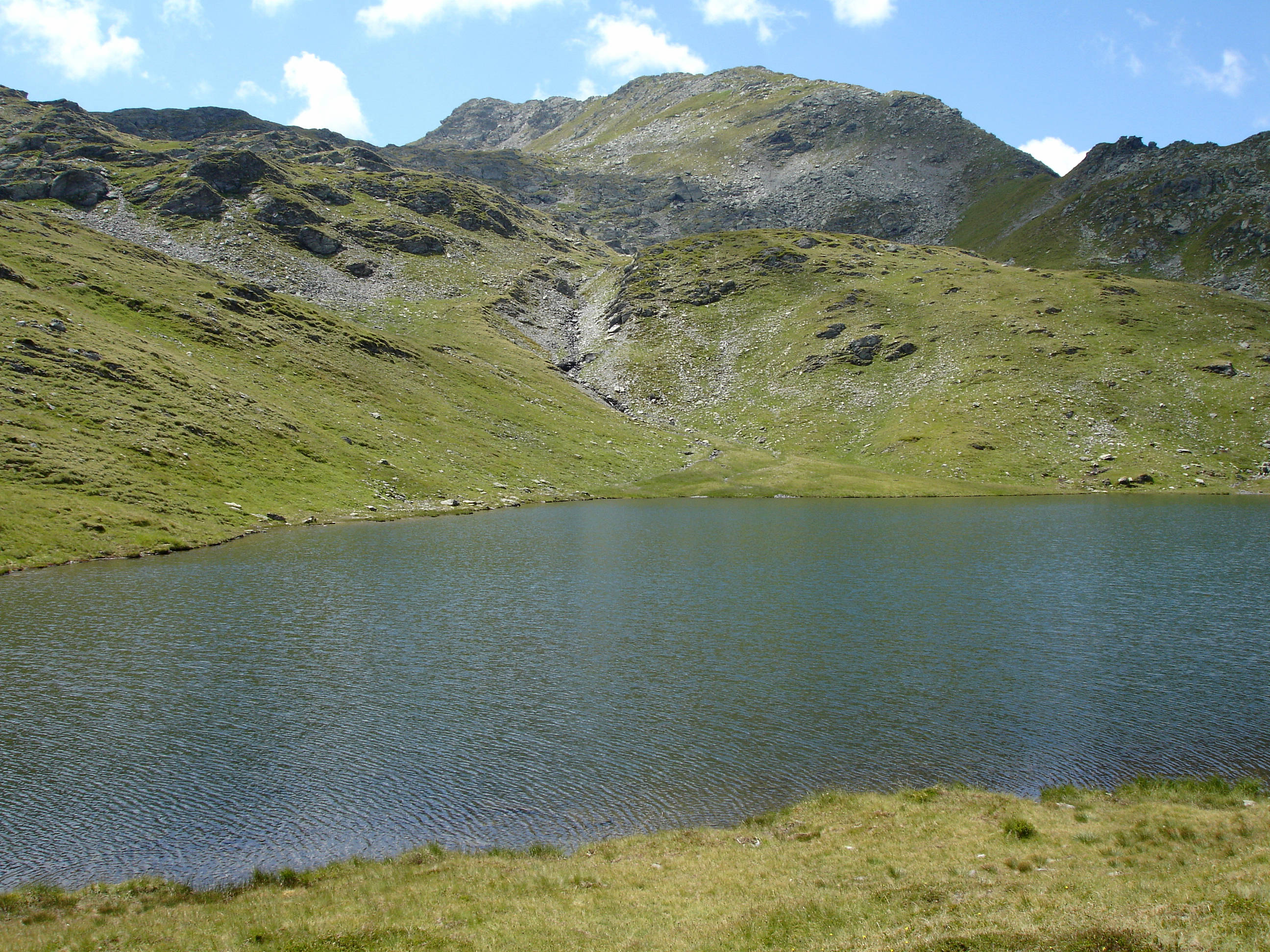
jezero Reinkarsee

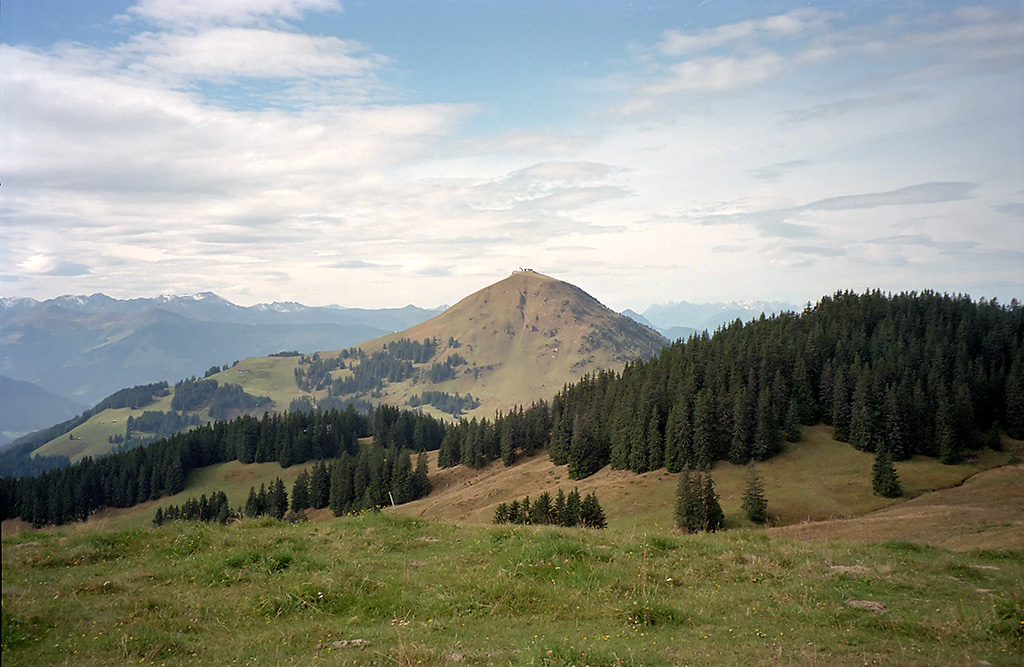
Hohe Salve

Kitzbühelské Alpy je pohoří v Rakousku, nacházející se ve spolkových zemích Tyrolsko a Salcbursko. Kitzbühelské Alpy jsou posazeny mezi mnohem atraktivnější skalnaté masivy Steinberge a ledovcové Vysoké Taury, kterým mohou z hlediska turistiky jen stěží konkurovat. Přesto nabízejí mnoho možností, především v zimním období. Až na výjimky je charakter pohoří podobný slovenským Nízkým Tatrám či Roháčům. Nejvyšším vrcholem je Kreuzjoch (2558 m) ležící zcela na západě masivu.

## Poloha
Kitzbühelské Alpy zaujímají plochu 1900 km². Od Vysokých Taur na jihu odděluje pohoří dlouhé údolí Pinzgau a potoky Ziller a Gerlos Bach. Západní hranici tvoří tok řeky Inn a potoky Reither Ache, Brixen Ache, Griessen Ache a Pillersee Ache ohraničují severní stranu Kitzbühelských Alp. Na východě vymezuje pohoří řeka Saalach a Zellské jezero.

## Geografie
Celý hřeben Kitbühelských Alp je dlouhý více než 50 km a jeho geologické složení je velmi pestré. Nacházejí se zde pásy tmavé břidlice, ale i tmavého dolomitu (Rettenstein) či žula. Pohoří se dělí na tři hlavní části: Westliche Haupkette (západní část hlavního hřebene), Östliche Hauptkette (východní část hlavního hřebene) a Hohe Salve Gruppe (Hohe Salve, 1827 m). Reliéf masivu nabízí možnosti dálkových hřebenových přechodů. Nejatraktivnější štít pohoří je Grosser Rettenstein, který jako by nezapadá svou ostrou skalnatou siluetou do tohoto zeleného, zaobleného pohoří. Z vrcholu Hahnenkamm vede obávaná sjezdovka, kde se pořádají závody světového poháru ve sjezdovém lyžování.

### Nejvýznamnější vrcholy
- Kreuzjoch (2558 m)
- Westliche Salzachgeier (2469 m)
- Kröndlhorn (2444 m)
- Grosse Galtenberg (2425 m)
- Grosser Rettenstein (2366 m)
- Geißstein (2363 m)
- Grosse Beil (2309 m)
- Hochkogel (2249 m)
- Gernkogel (2175 m)
- Wildseeloder (2118 m)
- Henne (2078 m)
- Maurerkogel (2074 m)
- Schmittenhöhe (1965 m)
- Kuhfeldhörndl (1942 m)
- Hohe Salve (1828 m)
- Hahnenkamm (1712 m)

## Horské chaty
Většinu turistických horských chat vlastní horský spolek Alpenverein.
- Alpenrosehütte
- Bamberger Hütte
- Bochumer Hütte
- Brechhornhaus (soukromá)
- Bürglhütte (soukromá)
- Erich-Sulke-Hütte
- Erlahütte (soukromá)
- Fritz-Hintermayr-Hütte (soukromá)
- Gasthaus Steinberghaus
- Hochhörndler-Hütte (soukromá)
- Hochwildalmhütte
- Kobingerhütte (soukromá)
- Oberland Hütte
- Wildkogelhaus (soukromá)
- Wildseeloderhaus
- Wolkensteinhaus